# 地豆于

5世紀頃の東夷諸国と地豆于の位置。

地豆于（ちとうう、拼音：Dìdòuyú）は、5世紀から6世紀にかけて中国北部の洮児河とシラムレン河の間で遊牧していた遊牧民。『北史』では地豆干（ちとうかん）と表記。

## 歴史
延興2年（472年）8月、地豆于は北魏に遣使を送って朝貢した。これ以後、太和6年（482年）まで貢使は絶えなかった。
太和3年（479年）、高句麗は柔然と謀って、地豆于の地を分割占領した。
太和14年（490年）、地豆于は頻繁に長城を越えて侵犯した。孝文帝は征西大将軍・陽平王の拓跋頤にこれを撃たせた。以後、武定の末まで貢使は絶えず。

## 習俗
牛と羊が多く、名馬を産出する。動物の皮を衣服とし、五穀はなく、肉と酪（らく：ヨーグルトの類）のみを食す。

## 地理
室韋の西1000余里の位置に住む。

## 参考資料
- 『魏書』（列伝第八十八）
- 『北史』（列伝第八十二）